# Gonocephalus lacunosus
Gonocephalus lacunosus är en ödleart som beskrevs av  Ulrich Manthey och DENZER 1991. Gonocephalus lacunosus ingår i släktet Gonocephalus och familjen agamer. IUCN kategoriserar arten globalt som otillräckligt studerad. Inga underarter finns listade i Catalogue of Life.